# Atlantische Hurrikansaison 2009
Die Atlantische Hurrikansaison 2009 begann am 28. Mai und endete am 30. November 2009. Innerhalb dieser Periode bilden sich die meisten tropischen Stürme, da nur zu dieser Zeit geeignete Bedingungen, wie etwa ein warmer Ozean, feuchte Luft und wenig Windscherung, existieren, um die Bildung von tropischen Wirbelstürmen zu ermöglichen. Diese Saison begann drei Tage vor dem offiziellen Saisonbeginn.
Stürme im östlichen Pazifischen Ozean sind Bestandteil der Pazifischen Hurrikansaison 2009.

## Saisonprognosen
Voraussagen über die Aktivität der kommenden Hurrikansaison werden jedes Jahr durch die anerkannten Hurrikanexperten Philip J. Klotzbach und William M. Gray und ihren Mitarbeitern an der Colorado State University und separat durch die Meteorologen der US-amerikanischen National Oceanic and Atmospheric Administration (NOAA) erstellt.
Klotzbachs Team definiert die durchschnittliche Anzahl von Stürmen pro Saison gemäß ihrem durchschnittlichen Auftreten und kommt dabei von 1950 bis 2000 auf 9,6 tropische Stürme, 5,9 Hurrikane und 2,3 schwere Hurrikane, also solche, die auf der Saffir-Simpson-Hurrikan-Windskala mindestens in die Kategorie 3 eingestuft werden. Eine normale Saison, wie sie durch die NOAA festgelegt wurde, besteht aus 9–12 benannten Stürmen, von denen 5–7 Hurrikanstärke erreichen und 1–3 schwere Hurrikane werden.

### Vorsaison-Prognose
Am 10. Dezember 2008 veröffentlichte Klotzbach die Langzeitprognose für die Hurrikansaison 2009. Er sagte eine überdurchschnittliche Aktivität voraus (14 benannte Stürme; 7 Hurrikane, davon 3 der Kategorie 3 oder heftiger und einen ACE-Index von 125). Eine abgemilderte Vorhersage wurde von Klotzbach am 7. April 2009 veröffentlicht. Darin geht er von einer fast-durchschnittlichen Saison aus, das bedeutet 12 benannte Stürme, davon sechs Hurrikane von welchen wiederum zwei die Kategorie 3 oder höher erreichen würden. Die ACE werde 100 betragen.

### Prognosen zu Beginn der Saison
Am 2. Juni 2009 gab Klotzbachs Team eine Aktualisierung der Vorhersage heraus. Man ging nunmehr von einer leicht unterdurchschnittlichen Saison aus, in der man 11 benannte Stürme, 5 Hurrikane und 2 schwere Hurrikane erwartete; den zu erwartenden ACE gab diese Prognose mit 85 an.
Das britische Met Office (UKMO) veröffentlichte am 18. Juni die Vorhersage, dass sich zwischen Juli und November sechs tropische Stürme bilden könnten (die Wahrscheinlichkeit, dass sich 3 bis 9 tropische Stürme bilden würden, nahm man mit 70 Prozent an) und dass der ACE sich auf 60 belaufen werde (eine 70-Prozent-Wahrscheinlichkeit nahm man für die Bandbreite 40 bis 80 an).

### Aktualisierte Prognosen im Saisonverlauf
In einer am 4. August 2009 veröffentlichten Studie stuften Philip J. Klotzbach und William M. Gray ihre vorherige Saisonprognose herab. Wegen der Entwicklung eines El Niños werde die Saison schwächer ausfallen, als ursprünglich prognostiziert. Demnach wurden nur noch zehn benannte Stürme, davon vier Hurrikane und davon wiederum zwei schwere (Kategorie 3 bis 5) vorhergesagt. Die voraussichtliche ACE wurde auf 80 geschätzt. Die Gesamtaktivität im atlantischen Becken läge damit bei rund 85 Prozent des Durchschnitts des letzten Jahrhunderts. Die Wahrscheinlichkeit, dass ein schwerer Hurrikan irgendwo an der US-Küste auf Land trifft, wurde mit 46 Prozent angegeben. Der langjährige Durchschnitt liegt bei 52 Prozent. Die Wahrscheinlichkeit, dass ein schwerer Hurrikan die Karibik durchquert, liege bei 37 Prozent (Durchschnitt: 42 Prozent).
Auch die NOAA bewertete in einer am 6. August bekanntgegebenen Aktualisierung ihrer Vorhersage die Aktivität der Saison neu; nunmehr erwartete die NOAA nur noch 7-11 benannte Sturme, davon 3-6 Hurrikane, von denen 1–2 sich zu einem schweren Hurrikan entwickeln würden.

## Stürme

### Sturmnamen
In der Atlantischen Hurrikansaison 2009 wurden die folgenden Namen verwendet:
Ana, Bill, Claudette, Danny, Erika, Fred, Grace, Henri und Ida.
Nicht verwendet wurden:
Joaquin, Kate, Larry, Mindy, Nicholas, Odette, Peter, Rose, Sam, Teresa, Victor und Wanda.
Diese Liste wurde im Jahre 2015 wieder verwendet, da bei der Frühjahrsitzung 2010 keine Namen von der Liste gestrichen wurden. Diese Liste ist identisch mit der Liste für die Atlantische Hurrikansaison 2003, mit Ausnahme der Namen Fred, Ida und Joaquin, die Fabian, Isabel und Juan ersetzt haben.

### Tropisches Tiefdruckgebiet Eins
Das erste Tropische Tiefdruckgebiet des Jahres 2009 bildete sich am 28. Mai 2009, wenige Tage vor offiziellem Saisonbeginn am 1. Juni, an der Ostküste der Vereinigten Staaten etwa in Höhe des Bundesstaates North Carolina und bewegte sich mit einer Geschwindigkeit von etwa 25 km/h in Richtung Nordosten. Anfangs wurde noch mit einer eventuellen Verstärkung des Tiefs zu einem Tropischen Sturm gerechnet, jedoch verschlechterte sich die Organisation des Tiefs über zunehmend kälterem Wasser rasch, so dass am 29. Mai nur noch ein schwaches Resttief vorhanden war.

### Tropischer Sturm Ana
Der Tropische Sturm Ana bildete sich am 11. August 2009 im Ostatlantik, 455 Kilometer westlich der südlichen Kapverdischen Inseln zunächst als Tropisches Tiefdruckgebiet Zwei und bewegte sich mit einer Geschwindigkeit von 20 Kilometern pro Stunde westwärts. Auf der westlichen Seite des Wirbelsturmsystems kam es zu mittleren Windgeschwindigkeiten von rund 45 km/h
Am Abend des 13. August zerfiel das System vorläufig in ein Resttief und wurde nicht mehr als Tropisches Tiefdruckgebiet geführt. Zu diesem Zeitpunkt befand es sich mitten im Atlantik rund 1500 Kilometer westlich der Kapverden. Nach etwas mehr als 24 Stunden später, 1735 Kilometer ostwärts der Inseln über dem Winde, regenerierte sich das System. Noch am gleichen Tag verstärkte sich das System zum ersten benannten Tropischen Wirbelsturm der Saison im Atlantik und bekam den Namen Ana. Am Nachmittag (Ortszeit) des 16. August, rund 270 Kilometer östlich der Antilleninsel Dominica, wurde Ana wieder zu einem Tropischen Tiefdruckgebiet herabgestuft. Mit der Abschwächung ging eine weitere Erhöhung der Vorwärtsgeschwindigkeit einher, die zu diesem Zeitpunkt 37 km/h betrug. Am 17. August verlor Ana auf dem Meer zwischen Puerto Rico und der Dominikanischen Republik jegliche Zirkulation, so dass nur noch ein Resttief verblieb, welches weiter in Richtung Dominikanische Republik zog.

### Hurrikan Bill
Hurrikan Bill bildete sich als Tropisches Tiefdruckgebiet Drei am 15. August rund 1190 Kilometer westsüdwestlich der Kapverden aus einem großflächigen Gebiet niedrigen Luftdrucks. Noch am selben Tag wurde das System mit mittleren Windgeschwindigkeiten von 65 km/h zum Tropischen Sturm hochgestuft und bekam den Namen Bill. Das System befand sich zu dieser Zeit 1320 Kilometer westlich der Kapverden und bewegte sich mit 26 km/h weiter westwärts. In der Frühe des 17. August stufte das NHC Bill zum ersten Hurrikan der Saison auf, nachdem Auswertungen von Satelliten-Infrarotaufnahmen, ein TRMM-Scan sowie Dvorak-Auswertungen diese Maßnahme nahelegten. Noch am gleichen Tag (Ortszeit) verstärkte sich das System zu einem Kategorie-2-Hurrikan. Zu diesem Zeitpunkt befand es sich 1395 km östlich der Kleinen Antillen und bewegte sich mit 28 km/h in Richtung West-Nordwesten. Über die nächsten Tage zog der Hurrikan weiter in diese Richtung, schlug dann aber allmählich eine nordwestliche Richtung ein, bevor er an den Bermudas vorbei nach Norden zog. Dabei durchlief der Hurrikan eine zyklische Eyewall-Neubildung. Ein subtropischer Trog lenkte den Hurrikan dann am 23. August ab, sodass die Zugrichtung zunächst nach Nordosten und dann nach Osten drehte.
In der Nähe der Seeprovinzen schwächte sich der Hurrikan zunehmend ab und verlor am 24. August in Höhe von Neufundland die Charakteristika eines Tropensturmes.
Im US-Bundesstaat Maine kam ein siebenjähriges Mädchen ums Leben, nachdem mehrere Menschen durch eine von Bill ausgelöste Riesenwelle von einer Aussichtsplattform im Acadia-Nationalpark in den Atlantik gerissen wurden. Neun weitere Personen wurden verletzt. Tausende Menschen wollten die ungewöhnlich hohe Brandung aus nächster Nähe beobachten.

### Tropischer Sturm Claudette
Das vierte System der Saison, ein relativ kleines tropisches Tiefdruckgebiet, bildete sich am 16. August im östlichen Golf von Mexiko, rund 140 Kilometer westsüdwestlich von Tampa, Florida. Es hatte Windgeschwindigkeiten von 55 km/h und bewegte sich mit 25 km/h nord-nordwestwärts Richtung US-Küste. Später am Tag wurde das System zum Tropischen Sturm Claudette hochgestuft. Am 17. August gegen 5:10 Uhr UTC gelangte das Zentrum Claudettes bei Fort Walton Beach im Florida Panhandle über Land.

### Tropischer Sturm Danny
Das NHC gab am 26. August um 11:00 Uhr Ortszeit bekannt, dass rund 715 Kilometer östlich von Nassau und 1250 Kilometer südsüdöstlich von Kap Hatteras ein tropisches Tiefdruckgebiet genügend bodennahe Zirkulation ausgebildet hat, um direkt als Tropischer Sturm Danny klassifiziert zu werden, wobei das NHC feststellte, dass Danny zu diesem Zeitpunkt eher einem subtropischen Sturm ähnelte. Danny zog entlang der US-Ostküste in Richtung Norden. Am 29. August wurde Danny von einem außertropischen Tief über North Carolina absorbiert und löste sich auf. Die Reste des Systems befanden sich zu diesem rund 130 Kilometer südöstlich von Cape Hatteras, North Carolina.

### Tropischer Sturm Erika
Am 1. September formierte sich aus einem Tiefdruckgebiet 625 Kilometer östlich der nördlichen Kleinen Antillen der Tropische Sturm Erika. Seine anfänglichen mittleren Windgeschwindigkeiten betrugen rund 85 km/h mit Spitzen bis zu 95 km/h bei einem Luftdruck von 1007 Hektopascal. Das System bewegte sich in westnordwestlicher Richtung mit 15 km/h. Laut Vorhersagemodellen hängt die weitere Zugrichtung wesentlich von der zukünftigen Stärke des Sturms ab. Ein schwächeres System wird sich demzufolge eher westwärts bewegen während ein stärkeres System weiter nach Norden abdriften werden wird. Nach einer kurzzeitigen Verstärkung auf Windgeschwindigkeiten von 95 km/h und Luftdruck 1004 Hektopascal schwächte sich das System jedoch wieder leicht ab und machte gleichzeitig einen Südschwenk. Auch war kein eindeutiges Zentrum auszumachen. Winde in Flughöhe eines Aufklärungsflugzeugs legten jedoch nahe, dass Erika zu dieser Zeit mehrere Zentren gehabt haben könnte. Das System kehrte zwar wieder auf West-Nordwestkurs und überquerte mit niedriger Geschwindigkeit die Kleinen Antillen, jedoch blieb das System weiterhin relativ unorganisiert und schwächte sich zunehmend ab. Am 3. September wurde Erika zum Tropischen Tiefdruckgebiet herabgestuft. Später an diesem Tag wurde Erika nur noch als Resttief klassifiziert.

### Hurrikan Fred
Der Tropische Sturm Fred bildete sich zuerst als Tropisches Tief aus einem allgemeinen Tiefdruckgebiet südlich der Kapverdischen Inseln. Am frühen Morgen (UTC) des 8. September erfolgte die Hochstufung des Systems zu einem Tropischen Sturm. Fred verstärkte sich schnell und erreichte in der Nacht vom 8. zum 9. September Hurrikan-Stärke. Dabei änderte er seine anfangs westliche Bewegungsrichtung auf West-Nordwest. Nur wenige Stunden später erreichte er die Stärke eines Kategorie-3-Hurrikans. Zu dieser Zeit befand sich das System immer noch über dem östlichen Atlantik, wo Hurrikane dieser Stärke ungewöhnlich sind. Bislang wurde kein anderer schwerer Hurrikan so weit südöstlich aufgezeichnet. Fred schwächte sich kurz darauf aufgrund vertikaler Windscherung ab und zerfiel am 12. September in ein Resttief. Das Resttief zog weiter westwärts und löste sich südwestlich von Bermuda am 20. September fast vollständig auf. Die Feuchtigkeit blieb jedoch erhalten und gelangte über den Südosten der Vereinigten Staaten und löst mit heftigen Regenfällen eine schwere Überschwemmung im Georgia 2009 aus, die zum Tod von zehn Personen und zu Sachschäden in Höhe von mindestens 500 Millionen US-Dollar führte.

### Tropisches Tiefdruckgebiet Acht
Das Tropische Tiefdruckgebiet Acht war ein kurzlebiges System und entwickelte sich am 25. September aus einer tropischen Welle westlich der Kapverdischen Inseln. Ursprünglich ging das NHC davon aus, dass sich das System in einen tropischen Sturm intensiviert. Dies geschah jedoch nicht, weil das Tiefdruckgebiet nordwestwärts über kühleres Wasser zog und am 26. September zu einer offenen tropischen Welle zerfiel. Zwar wurden auf der Kapverden stärker Schauer verzeichnet, dennoch verursachte das System keine gemeldeten Schäden.

### Tropischer Sturm Grace
Der Tropische Sturm Grace bildet sich am 4. Oktober nordöstlich der Azoren, etwa 1000 km westlich der französischen Küste aus einem zuvor nicht-tropischen Sturm an ungewöhnlicher Stelle. Das System bewegte sich dann ziemlich schnell nordwärts und wurde am 5. Oktober gegen 21:00 Uhr UTC von einem Frontensystem, etwa 335 km südlich von Cork, Irland absorbiert.

### Tropischer Sturm Henri
Das NHC erklärte am 6. Oktober um 20:50 Uhr UTC ein zuvor nicht klassifiziertes System zum Tropischen Sturm Henri. Zu diesem Zeitpunkt befand sich Henri etwa 850 km nordöstlich der Leeward Islands. Henri gelangte am 7. Oktober in eine Zone ungünstiger Bedingungen über kühlerem Wasser und konnte sich nicht weiter intensivieren. Der Sturm verlor an Kraft und zerfiel am 8. Oktober in ein Resttief, das einen Tag später von einer Kaltfront nordöstlich von Kuba absorbiert wurde.

### Hurrikan Ida
Ende Oktober wanderte ein Tiefdruckgebiet in das südliche Karibische Meer. Ein ursprünglich kleines Konvektionsgebiet nördlich von Panama löste sich aus der Innertropischen Konvergenzzone und organisierte sich zu einem nord-nordwestwärts driftenden System. Am 4. November um 15:00 Uhr UTC wurde das System etwa 160 km vor der Küste Nicaraguas als tropisches Tiefdruckgebiet klassifiziert. Sechs Stunden später wurden bei einem Aufklärungsflug andauernde Windgeschwindigkeiten in Sturmstärke festgestellt, sodass das Tiefdruckgebiet zum Tropischen Sturm Ida aufgestuft wurde. Trotz der Nähe zur Küste intensivierte sich Ida aufgrund warmen Wassers und günstiger atmosphärischer Bedingungen weiter. Die Auswertung von Satellitenbildern ergab am 5. November gegen 12:00 Uhr UTC, dass sich ein Auge gebildet hat, und deswegen erklärte das NHC Ida zum Hurrikan, unmittelbar bevor der tropische Wirbelsturm bei Tasbapauni, Nicaragua über Land gelangte. Über Land stockte die Zugbewegung des Hurrikans zunächst, sodass die Intensität rasch zurückging. Einige Stunden später wurde Ida zum tropischen Sturm und später zum tropischen Tiefdruckgebiet abgestuft. Ida behielt jedoch die tropischen Eigenschaften, als das System nordwärts in Richtung Honduras zog und gelangte als tropisches Tiefdruckgebiet in den Nachmittagsstunden des 6. November erneut über das Meer. Über Wasser erreichte Ida am 7. November gegen 5:30 Uhr UTC erneut die Stärke eines tropischen Sturms und konnte sich in der darauffolgenden Nacht noch einmal zu einem Hurrikan intensivieren.
Ida hinterließ in El Salvador offiziellen Angaben zufolge 144 Tote und dutzende Vermisste. Starke Regenfälle ließen Flüsse über die Ufer treten und verursachten Schlammlawinen. Zahlreiche Häuser, Brücken und Straßen wurden zerstört. Rund 7000 Menschen wurden infolge des Hurrikans obdachlos. Zu den am meisten betroffenen Regionen gehört das Departamento San Vicente. Jedoch auch in San Salvador, La Libertad, La Paz und Cuscatlán wurde Katastrophenalarm ausgerufen. Die Schäden in der Landwirtschaft sind noch nicht absehbar. In den am meisten betroffenen Gebieten befindet sich rund 40 Prozent der Anbaufläche des Landes für Getreide. Die Region um den Chichontepec ist außerdem Kaffeeanbaugebiet, eines der wichtigsten Exportprodukte El Salvadors.

## Accumulated Cyclone Energy (ACE)
| ACE (104 kt2) – Sturm | ACE (104 kt2) – Sturm | ACE (104 kt2) – Sturm | ACE (104 kt2) – Sturm | ACE (104 kt2) – Sturm | ACE (104 kt2) – Sturm | ACE (104 kt2) – Sturm |
| --------------------- | --------------------- | --------------------- | --------------------- | --------------------- | --------------------- | --------------------- |
| 1                     | 25.8                  | Bill                  | 5                     | 1.22                  | Grace                 |                       |
| 2                     | 9.81                  | Fred                  | 6                     | 0.858                 | Ana                   |                       |
| 3                     | 1.88                  | Danny                 | 7                     | 0.768                 | Henri                 |                       |
| 4                     | 1.27                  | Erika                 | 8                     | 0.528                 | Claudette             |                       |
| Total: 42.1           |                       |                       |                       |                       |                       |                       |

Die nebenstehende Tabelle zeigt die ACE für jeden Sturm dieses Jahres. Die ACE beschreibt die Energie eines tropischen Sturms, indem die Stärke eines Sturms mit der Dauer multipliziert wird, das heißt, lange andauernde Stürme, sowie starke Stürme haben einen hohen ACE-Wert. Traditionell werden von der NOAA lediglich Stürme mit Windgeschwindigkeiten von über 34 Knoten (63 km/h) erfasst.